# Командна економіка
Командна економіка або планова економіка — економічна система, у якій держава або ради керують економікою. В системі з командною економікою центральний уряд ухвалює всі рішення стосовно виробництва та споживання товарів та послуг. У крайніх випадках обширні галузі економіки та промисловості знаходяться під контролем держави, всі рішення стосовно розподілу ресурсів та виробництва також ухвалюються державою. Органи планування вирішують що має бути виготовлено та скеровують підприємства нижчих рівнів на виробництво цієї продукції. Командна економіка є протилежністю ринковій економіці, в якій виробництво, розподіл, ціноутворення та інвестиції ухвалюються власниками засобів виробництва на основі власних інтересів, а не відповідно до всеохопного плану. До м'якіших різновидів планування в командних економіках належить індикативне планування, коли держава застосовує «вплив, субсидії, дотації та оподаткування, але не вказує що робити.» Такі різновиди інколи називають «планованими ринковими економіками.»
Деякі дослідники розрізняють планову економіку від командної, вважаючи командну економіку крайнім випадком планової. Однак, планування економічної діяльності присутнє й в умовах вільного ринку.
До важливих прикладів командних економік минулого належить економіка СРСР, яка, за оцінками CIA Factbook була деякий час другою за розмірами економікою світу, Китаю до 1978 року та Індії до 1991 року.
Починаючи з 1980-тих та 1990-тих років уряди країн з командною економікою почали впроваджувати політику дерегуляції (або, як в Радянському Союзі, система зазнала краху) та рух в бік створення ринкової або змішаної економіки. Планові економіки існують в таких країнах, як Куба, Лівія, Саудівська Аравія, Іран, Північна Корея та М'янма.

## Характеристики
За умов командної (планової) економіки головні економічні питання розв'язує певний центральний орган, який спершу визначає, що і скільки виробляти, й неодмінно контролює виконання своїх розпоряджень. У такий самий спосіб вирішуються всі питання стосовно того, як виробляти. Центральний орган вирішує також питання «для кого» виробляти.
За умов командної економіки існують досить жорсткі обмеження рівнів заробітної платні, пенсій, тривалості відпусток працюючим тощо. Центр визначає обсяги розподілу за районами вироблених товарів, а також встановлює ціни на них.
Головною особливістю командної системи є відсутність у виробників свободи вибору. Так, директор швейної фабрики не міг вибирати постачальника тканини для свого товару, оскільки план «закріплював» за ним конкретного постачальника. Водночас директор ткацької фабрики не побоювався, що його продукція залишиться нерозпроданою через низьку якість: адже він знає, що швейна фабрика за планом зобов'язана придбати її.
Саме відсутність свободи вибору зумовлює відсутність у виробників зацікавленості (або стимулу) виробляти кращі й дешевші товари, збільшуючи їх асортимент і розробляючи нові моделі. Через це задоволення потреб споживачів у такій системі перебуває на низькому рівні. Але слід зазначити також, що планування як метод управління окремим підприємством широко використовується в господарській практиці і може сприяти підвищенню загальної ефективності виробництва.
Характерні риси:
- Надмірне одержавлення економіки
- Надмірна централізація виробництва (понад 90% підприємств — державна власність)
- Диктат виробника
- Бюрократизація апарату управління
- Спрямування значної частини дефіцитних ресурсів на потреби військово-промислового комплексу

## Критика

### Схильність до диктатури
Командна економіка схильна до встановлення диктатури та сприяє кар'єрному росту людей аморальних та безпринципних. Так, Фрідріх фон Гаєк вважав, що диктатор або диктатори, котрі стоять біля керма адміністративно-командної системи мають володіти вийнятковими здібностями в сфері політичної інтриги та внутрішньопартійної боротьби. Розподіл ресурсів в адміністративному порядку неможливий без абсолютної політичної влади. Адміністративні накази мають бути підкріплені погрозою покарання або застосування сили. Розподіл ресурсів, за визначенням, означає, що ресурси відбирають у одних та віддають іншим. Кар'єрний ріст можливий лише для людей безпринципних та не обтяжених мораллю.

Гаєк вважав, що навіть якщо влада сама по собі може і не бути ціллю, тим не менш планування веде до диктатури, оскільки диктатура — найефективніший інструмент силового впливу та примусового насадження ідеології, і як така необхідна для здійснення широкомасштабного централізованого планування:  
Для досягнення своїх цілей колективістам потрібна влада — влада одних людей над іншими, причому в небачених досі масштабах, і від того, чи зможуть вони її досягти, залежить успіх всіх починань. 
На думку Гаєка, саме безпринципні та безсовісні люди мають найбільше шансів на успіх в тоталітарному суспільстві. 

Також з цим висновком погоджується Франк Найт, котрий стверджує, що органи планування повинні будуть «керувати нещадно, для підтримки механізму організованого виробництва та розподілу ресурсів». 
Хочуть вони цього чи ні, їм доведеться це робити; ймовірність того, що біля керма опиняться люди, не одержимі жадобою влади, дорівнює ймовірності того, що надзвичайно добра та м'яка людина отримає роботу наглядача за кріпаками.
Гаєк також стверджує, що поведінка диктатора в економіці не може стримуватись мораллю або будь-якими законами чи правилами, оскільки диктатор не може наперед обмежити себе будь-якими формальними правилами, здатними упередити свавілля. Йому весь час доводиться розв'язувати проблеми, які неможливо розв'язати, користуючись лише формальними правилами.

### Загальна оцінка
Людвіг фон Мізес, видатний представник Австрійської школи економіки, дав таку оцінку плановій економіці:
Планова економіка — це найжорсткіша система поневолення, яку коли-небудь знала історія.